# A Simple Plan
A Simple Plan is een multinationale film van Sam Raimi die werd uitgebracht in 1998.
Het scenario is gebaseerd op de gelijknamige roman (1993) van Scott Smith.    

## Verhaal
Een koude namiddag in januari op het platteland van Minnesota. De eerlijke en bijdehandse Hank, zijn zwakbegaafde broer Jacob en diens vriend Lou ontdekken het ondergesneeuwd wrak van een neergestort vliegtuig in het woud. Binnen treffen ze niet alleen het stoffelijk overschot van de piloot aan maar ook een tas met vier miljoen dollar. Jacob en Lou zijn allebei werkloos en zouden het geld heel goed kunnen gebruiken. Hank is aanvankelijk niet bereid om het geld mee te nemen want hij vindt dit diefstal. Na een lange woordenwisseling besluiten ze het geld te verstoppen en voor zich te houden op voorwaarde dat niemand het komt zoeken. Zo simpel is hun plan. Ze zullen het dan ook niet uitgeven voor de lente wanneer het vliegtuig gemakkelijker zal ontdekt worden door anderen.

## Rolverdeling
| Acteur             | Personage                            |
| ------------------ | ------------------------------------ |
| Bill Paxton        | Hank Mitchell                        |
| Billy Bob Thornton | Jacob Mitchell                       |
| Bridget Fonda      | Sarah Mitchell                       |
| Brent Briscoe      | Lou Chambers                         |
| Gary Cole          | Vernon Bokovsky A.K.A. 'Neil Baxter' |
| Chelcie Ross       | sheriff Carl Jenkins                 |
| Becky Ann Baker    | Nancy Chambers                       |